# Aperittochelifer protractus
Espèce
Synonymes
- Chelifer protractus Hewitt & Godfrey, 1929

Aperittochelifer protractus est une espèce de pseudoscorpions de la famille des Cheliferidae.

## Distribution
Cette espèce est endémique d'Afrique du Sud. Elle se rencontre vers Tsolo.

## Publication originale
- Hewitt & Godfrey, 1929 : South African pseudoscorpions of the genus Chelifer Geoffroy. Annals of the Natal Museum, vol. 6, p. 305-336.